# Wirtschaftsuniversität Takasaki

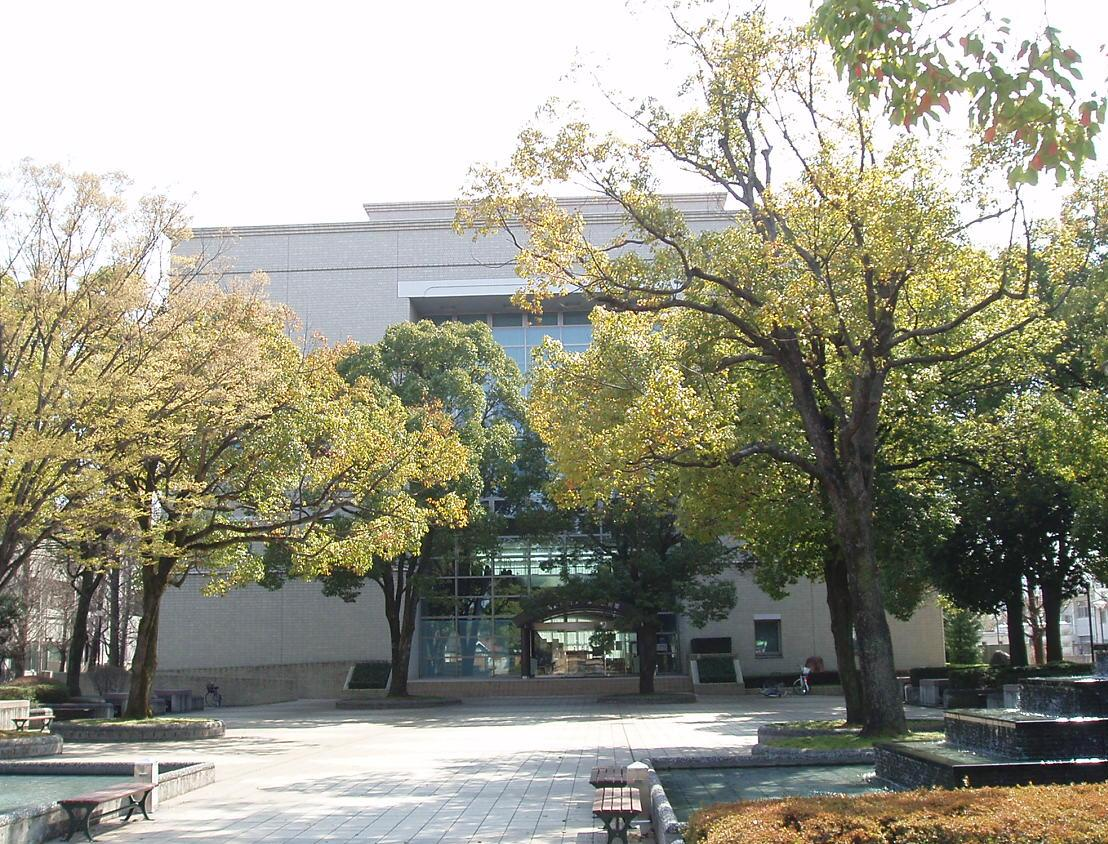
Die Bibliothek

Die Wirtschaftsuniversität Takasaki (jap. 高崎経済大学, Takasaki keizai daigaku) ist eine städtische Universität in Japan. Sie liegt in Kaminamie-machi, Takasaki, Präfektur Gunma.

## Geschichte
1949 wurden die ehemaligen staatlichen Fachschulen in Gunma zur Universität Gunma (Hauptsitz: Maebashi) zusammengelegt. In Takasaki, die ein Wirtschaftszentrum der Präfektur ist, wurde aber keine Fakultät gesetzt. Daher gründete die Stadtverwaltung 1952 ihre eigene 2-jährige Hochschule – die Städtische Kurzuniversität Takasaki (高崎市立短期大学, Takasaki-shiritsu tanki daigaku). Sie hatte eine Abteilung (Wirtschaftswissenschaften).
1957 entwickelte die Kurzuniversität sich zur 4-jährigen Wirtschaftsuniversität Takasaki. Zuerst hatte sie nur eine Fakultät (Wirtschaftswissenschaften). Seit 1996 gibt es die zweite Fakultät (Regionalpolitik) und seit 2000 die Graduate School.

## Fakultäten
- Fakultät für Wirtschaftswissenschaften
  - Abteilung für Volkswirtschaft
  - Abteilung für Betriebswirtschaft
- Fakultät für Regionalpolitik
  - Abteilung für Regionalpolitik
  - Abteilung für Landesentwicklung (jap. 地域づくり学科; engl. Department of Regional Development)
  - Abteilung für Tourismuspolitik